# 田中勝之助
田中 勝之助（たなか かつのすけ、1901年（明治34年）3月16日 - 1945年（昭和20年）8月6日）は、日本の実業家、政治家。衆議院議員。

## 経歴
島根県那賀郡今市村丸原（現浜田市旭町丸原）で、酒造業・田中勝聴の長男として生まれる。島根県立浜田中学校を経て、1923年（大正12年）鹿児島高等農林学校を卒業。その後、家業を継いだ。今市村会議員を務めた。日中戦争で応召して足かけ4年間従軍し、陸軍歩兵中尉に昇進した。
1942年（昭和17年）3月、島根県会議員に当選し、帝国在郷軍人会那賀郡連合会分会長も務めた。同年4月、第21回衆議院議員総選挙に非推薦で島根県第2区から出馬して当選し翼賛政治会に参加。この間、拓務省委員、大東亜省委員、大政翼賛会中央協力会議員、島根県翼賛壮年団副団長、翼賛政治会政調大東亜委員を務めた。1943年（昭和18年）帝国議会において戦時刑事特別法中改正法律案に反対し、これにより臨時召集を受け1944年（昭和19年）7月15日に議員を退職した。広島第5師団参謀部付となり、8月6日の原爆投下により被爆死した。
広島への原爆投下によって、元代議士の田中以外に現職の広島県選出代議士である古田喜三太・森田福市が被爆死しており、没後の9月4日、第88回帝国議会衆議院本会議はこの3名に弔辞を贈呈した。